# تحالفات أجنبية لفرنسا
التحالفات الأجنبية لفرنسا لها تاريخ طويل ومعقد يمتد لأكثر من ألف عام. إحدى السمات التقليدية للدبلوماسية الفرنسية للتحالفات هي التي تهدف إلى التحالف مع الدول الواقعة على الجانب الآخر من الخصام، من أجل إعادة توازن القوى. عقدوا أيضًا تحالف آخر مع السكان المحليين، ضد القوى الاستعمارية الأوروبية الأخرى.

## الموقع الجغرافي واستراتيجية فرنسا
بحثت فرنسا على مدى قرون باستمرار عن حلفاء من الشرق. في التاريخ الفرنسي، كان هذا هو الحال وبشكل خاص ضد النمسا والمجر أو إسبانيا أو روسيا، مثل: التحالف العباسي الكارولينغي (ضد الخلافة الأموية والإمبراطورية البيزنطية)، التحالف الفرنسي الهنغاري، منذ عام 1870 كانت الرغبة في مكافحة السلطة الألمانية قوة تحفيزية رئيسية تقود فرنسا لخلق تحالفات مع الشرق. عادت العلاقات جيدة بين فرنسا والاتحاد السوفيتي مرة أخرى بعد فترة وجيزة من الحرب العالمية الثانية.

## تحالفات السكان الأصليين

### القارة الأمريكية
كانت فرنسا أول من حدد أن التعاون مع القبائل المحلية سيكون له أهمية إستراتيجية، قبل أن تبدأ إنجلترا في تبني هذه الإستراتيجية أيضًا. تمحور التحالف الفرنسي الهندي حول منطقة البحيرات العظمى وإلينوي خلال الحرب الفرنسية والهندية (1754-1763). ضم التحالف المستوطنين الفرنسيين من جهة، وأبيناكي، وأوتاوا، ومينومين، وينيباغو، وميسيسوغا، وإلينوي، وسيوكس، وهورون بيتون، وبوتاواتومي... من جهة أخرى.
اختلط وتزاوج الفرنسيون بسهولة مع الهنود، ما سهل إلى حد كبير تطور مثل هذه التحالفات. من خلال هذه التحالفات مع الهنود، تمكن الفرنسيون من الحفاظ على مكانة قوية في العالم الجديد لأكثر من 150 عامًا على حساب البريطانيين، الذين واجهوا المزيد من الصعوبات في تكوين حلفاء من الهنود.

### الهند
في الهند، كان الجنرال الفرنسي جوزيف فرانسوا دوبلكس متحالفًا مع مورزافا يونغ، وشاندا ساهيب في حروب كارناتيك، في الصراع ضد روبرت كلايف. نجح الفرنسيون في معركة مدراس عام 1746، وقاتل الفرنسيون والهنود معًا وهزموا أنور الدين عام 1749، لكنهم فشلوا في معركة أركوت عام 1751 واستسلموا أخيرًا عام 1752. نجح الفرنسيون مرة أخرى في الاستيلاء على حصن سانت ديفيد عام 1758 تحت قيادة توماس آرثر، لكنهم هُزموا أخيرًا في ماسوليباتام (1759) واندواش (1760).
في عام 1782، أقام لويس السادس عشر تحالفًا مع بيشوا مادو راو نارايان. ونتيجة لذلك، نقل ماركيز دي بوسي كاستلناو قواته إلى جزيرة فرنسا (موريشيوس حاليًا) وساهم لاحقًا في الجهود الفرنسية في الهند عام 1783. قاتل سوفرين في معركة سادراس في 17 فبراير 1782، معركة بروفيديان في 12 أبريل بالقرب من ترينكومالي، معركة نيجاباتام (1782) في 6 يوليو قبالة كودالور، وبعد ذلك استولى على مرسى ترينكومالي وأجبر الحامية البريطانية الصغيرة للاستسلام.

## التحالفات التكتيكية
كانت بعض التحالفات الفرنسية تكتيكية وقصيرة المدى، خاصة خلال فترة الحروب النابليونية.  كان نابليون بونابرت قد شن الغزو الفرنسي لمصر عام 1798 وقاتل العثمانيين لتأسيس وجود فرنسي في الشرق الأوسط، مع حلم نهائي يتمثل في الارتباط بالعدو المسلم للبريطانيين في الهند السلطان تيبو، من أجل الإطاحة به. بعد فشله للمرة الأولى، دخل نابليون في تحالف فرنسي-عثماني وتحالف فرنسي-فارسي من أجل إنشاء منفذ بري لقواته إلى الهند. بعد زيارة المبعوث الفارسي ميرزا محمد رضا قزويني إلى نابليون، أضفت معاهدة فنكنشتاين الطابع الرسمي على التحالف في 4 مايو 1807، حيث أيدت فرنسا مطالبة بلاد فارس بجورجيا، ووعدت بالعمل على أن تسلم روسيا الأراضي. في المقابل، كان على بلاد فارس محاربة بريطانيا العظمى، والسماح لفرنسا بعبور الأراضي الفارسية للوصول إلى الهند.